# Khorgos (härad)
För staden, se Khorgas
Khorgos, även känt som Huocheng, är ett härad som lyder under den autonoma prefekturen Ili i Xinjiang-regionen i nordvästra Kina. Det ligger omkring 540 kilometer väster om regionhuvudstaden Ürümqi.
Häradet ligger vid gränsen till Kazakstan, och på den kazakiska sidan ligger staden Khorgos, där det finns en visumfri handelszon. Järnvägsförbindelse för godstrafik finns sedan 2017 mellan kazakiska Khorgos och Xi'an i Kina, och åt andra hållet till Moskva och Kouvola i Finland. 
I torrhamnen Khorgos Gateway lastas containrar om, eftersom järnvägen har olika  spårvidd i de båda länderna.